# Полаево (гмина)
Полаево (пол. Połajewo) — сельская гмина (волость) в Польше, входит как административная единица в Чарнковско-Тшчанецкий повет, Великопольское воеводство. Население — 6114 человек (на 2004 год).

## Сельские округа
1. Борушин
2. Кросин
3. Кросинек
4. Млынково
5. Полаево
6. Пшибыхово
7. Серакувко
8. Тарнувко

## Соседние гмины
1. Гмина Чарнкув
2. Гмина Любаш
3. Гмина Оборники
4. Гмина Обжицко
5. Гмина Рычивул